# Teatros del West End

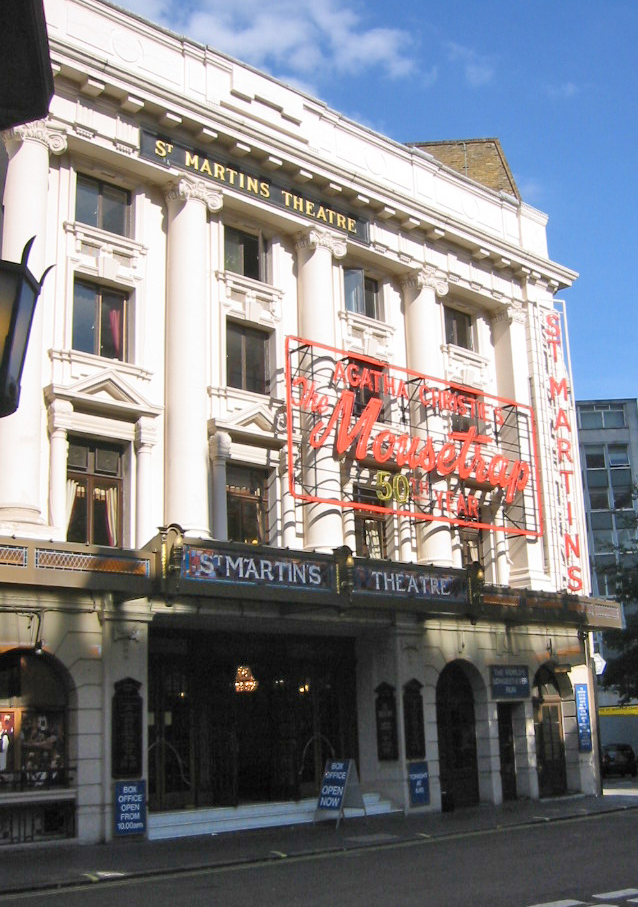
El Teatro St Martin's, escenario de La ratonera, la obra de teatro que ha permanecido por más tiempo en cartelera (desde 1952 hasta la actualidad).

Teatros del West End es un término popular que se refiere al teatro profesional representado en grandes escenarios del «Theatreland», del barrio West End, situado en el centro de Londres, Inglaterra. Junto con Broadway en Nueva York, suele considerarse que el teatro del West End representa el máximo nivel del teatro comercial en el mundo de habla inglesa. Asimismo, los espectáculos de West End son una actividad turística común en Londres.
En 2002, la asistencia total a los teatros del West End superó por primera vez los 12 millones; y, en junio de 2005, The Times informó que este récord podría ser superado en 2005. En 2007, la cantidad total de boletos vendidos superó los 13 millones, con lo cual se estableció una nueva marca para West End. Entre los factores que explican las grandes ventas en la primera mitad de 2005 se incluyen el estreno de nuevos musicales exitosos, tales como Billy Elliot, The Producers y Mary Poppins, así como la gran cantidad de estrellas de cine que actuaron en ellos. Desde fines de los años 1990, ha habido un incremento en el número de actores de cine estadounidenses en los escenarios londinenses. Así, en 2005, incluyó la presencia de Brooke Shields, Val Kilmer, Rob Lowe, David Schwimmer y Kevin Spacey.

## Historia
El primer teatro público de Londres, conocido simplemente como The Theatre, fue construido en 1576 en el área actualmente conocida como Shoreditch. El primer teatro de West End, conocido como el Teatro Real en la calle Bridges, fue diseñado por Thomas Killigrew y construido en el emplazamiento del actual Theatre Royal, Drury Lane. Fue inaugurado el 7 de mayo de 1663 y fue destruido por un incendio nueve años después. Fue reemplazado por un nuevo edificio diseñado por Christopher Wren y renombrado Theatre Royal in Drury Lane.
El Sadler's Wells Theatre original abrió sus puertas en Islington el 3 de junio de 1683. Tomando su nombre del fundador Richard Sadler, operó primero como una ópera. El Teatro Haymarket fue inaugurado el 29 de diciembre de 1720 en un sitio un poco más al norte de su emplazamiento actual, mientras que la Royal Opera House abrió sus puertas en Covent Garden el 7 de diciembre de 1732.
El distrito de teatros del West End continuó expandió sus límites con la inauguración del Adelphi en The Strand el 17 de noviembre de 1806 y el Old Vic, ubicado al sur del río Támesis en Waterloo Road, el 11 de mayo de 1818. Luego, el 16 de abril de 1870, abrió el Vaudeville. El Criterion Theatre abrió en Piccadilly Circus el 21 de marzo de 1874, mientras que en 1881 se inauguraron dos teatros nuevos: el teatro Savoy en The Strand, construido por Richard D'Oyly Carte específicamente para representar óperas cómicas de Gilbert y Sullivan, abrió el 10 de octubre; y cinco días después, el Comedy Theatre se inauguró como el Royal Comedy Theatre en la calle Panton en Leicester Square. Tres años después, abrevió su nombre.
En los años iniciales de los teatros del West End, empezaron sus carreras notables hombres de teatro, tales como Robert William Elliston, John Liston, Nell Gwynne, Henry Irving, John Lawrence Toole, Louie Pounds, Seymour Hicks, Ellaline Terriss y Marie Brema.

## Lista de teatros del West End
- Si ninguna obra está siendo presentada, se lista el siguiente espectáculo planificado (fechas marcadas con un *).
- Si el siguiente espectáculo planificado no está anunciado, las columnas son dejadas en blanco.

| Teatro                    | Espectáculo actual                                | Capacidad | Fecha de inicio          | Fecha de cierre         |
| ------------------------- | ------------------------------------------------- | --------- | ------------------------ | ----------------------- |
| Teatro Adelphi            | Kinky Boots                                       | 1436      | 15 de septiembre de 2015 | Abierto                 |
| Teatro Aldwych            | Beautiful: The Carole King Musical                | 1176      | 24 de febrero de 2015    | Abierto                 |
| Teatro Ambassadors        | Stomp                                             | 330       | 4 de octubre de 2007     | Abierto                 |
| Teatro Apollo             | Love in Idleness                                  | 658       | 11 de mayo de 2017*      | 1 de julio de 2017      |
| Teatro Apollo Victoria    | Wicked                                            | 2208      | 27 de septiembre de 2006 | Abierto                 |
| Arts Theatre              | The Wipers Times                                  | 350       | 27 de marzo de 2017      | 15 de mayo de 2017      |
| Cambridge Theatre         | Matilda the Musical                               | 1283      | 24 de noviembre de 2011  | Abierto                 |
| Criterion Theatre         | The Comedy About a Bank Robbery                   | 591       | 21 de abril de 2016      | Abierto                 |
| Dominion Theatre          | An American in Paris                              | 2001      | 21 de marzo de 2017      | Abierto                 |
| Duchess Theatre           | The Play That Goes Wrong                          | 494       | 14 de septiembre de 2014 | Abierto                 |
| Duke of York's Theatre    | Our Ladies of Perpetual Succour                   | 650       | 15 de mayo de 2017*      | 2 de septiembre de 2017 |
| Fortune Theatre           | The Woman in Black                                | 440       | 7 de junio de 1989       | Abierto                 |
| Garrick Theatre           | The Miser                                         | 718       | 13 de marzo de 2017      | 3 de junio de 2017      |
| Teatro Gielgud            | The Curious Incident of the Dog in the Night-Time | 889       | 8 de julio de 2014       | 3 de junio de 2017      |
| Harold Pinter Theatre     | Who's Afraid of Virginia Woolf?                   | 796       | 9 de marzo de 2017       | 27 de mayo de 2017      |
| Her Majesty's Theatre     | The Phantom of the Opera                          | 1216      | 9 de octubre de 1986     | Abierto                 |
| London Palladium          | The Wind in the Willows                           | 2286      | 29 de junio de 2017*     | 9 de septiembre de 2017 |
| Lyceum Theatre            | El rey león                                       | 2100      | 24 de septiembre de 1999 | Abierto                 |
| Lyric Theatre             | Thriller - Live                                   | 967       | 1 de febrero de 2009     | Abierto                 |
| New London Theatre        | School of Rock                                    | 1108      | 14 de noviembre de 2014  | Abierto                 |
| Noël Coward Theatre       | Half a Sixpence                                   | 872       | 17 de noviembre de 2017  | Abierto                 |
| Novello Theatre           | Mamma Mia!                                        | 1143      | 6 de septiembre de 2012  | Abierto                 |
| Palace Theatre            | Harry Potter and the Cursed Child                 | 1400      | 30 de julio de 2016      | Abierto                 |
| Phoenix Theatre           | The Girls                                         | 1000      | 21 de febrero de 2017    | Abierto                 |
| Piccadilly Theatre        | Annie                                             | 1200      | 5 de junio de 2017*      | Abierto                 |
| Playhouse Theatre         | My Family: Not the Sitcom                         | 786       | 28 de marzo de 2017      | 3 de junio de 2017      |
| Prince Edward Theatre     | Aladdin                                           | 1618      | 15 de junio de 2016      | Abierto                 |
| Prince of Wales Theatre   | The Book of Mormon                                | 1160      | 21 de marzo de 2013      | Abierto                 |
| Queen's Theatre           | Les Misérables                                    | 1099      | 3 de abril de 2004       | Abierto                 |
| Teatro Savoy              | Dreamgirls                                        | 1158      | 14 de diciembre de 2016  | Abierto                 |
| Shaftesbury Theatre       | Motown: The Musical                               | 1400      | 8 de marzo de 2016       | Abierto                 |
| St Martin's Theatre       | La Ratonera                                       | 550       | 25 de marzo de 1974      | Abierto                 |
| Teatro Haymarket          | The Goat, or Who Is Sylvia?                       | 888       | 5 de abril de 2017       | 24 de junio de 2017     |
| Theatre Royal, Drury Lane | 42nd Street                                       | 2196      | 4 de abril de 2017       | Abierto                 |
| Trafalgar Studios         | The Philanthropist                                | 380       | 20 de abril de 2017*     | 22 de julio de 2017     |
| Vaudeville Theatre        | Stepping Out                                      | 681       | 14 de marzo de 2017      | 17 de junio de 2017     |
| Victoria Palace Theatre   | Hamilton                                          | 1517      | 7 de diciembre de 2017*  | Abierto                 |
| Wyndhams Theatre          | Don Juan in Soho                                  | 750       | 28 de marzo de 2017      | 10 de junio de 2017     |

### Próximas producciones
Las siguientes obras han sido anunciadas como futuras producciones en el West End. Los teatros en los que serán representados podrían aun no ser conocidos o están actualmente ocupados por otra obra.

#### Musicales
- Young Frankenstein, Garrick Theatre.

#### Pantomima
- Dick Whittington, London Palladium.

#### Teatro
- Cat on a Hot Tin Roof, Apollo Theatre.
- Hamlet, Apollo Theatre.
- Judy!, Arts Theatre.
- The Kite Runner, Playhouse Theatre.
- Lady Day at Emerson's Bar and Grill, Wyndham's Theatre.
- Oslo, Harold Pinter Theatre
- Queen Anne, Theatre Royal, Haymarket.
- Rotterdam, Arts Theatre.
- The Ferryman, Gielgud Theatre.

#### Especiales
- Tape Face, Garrick Theatre.

## Premios
Existen varios premios anuales para logros excepcionales en el teatro londinense:
- Premios Laurence Olivier
- Premios Evening Standard
- Premios del círculo de críticos de teatro de Londres
- Premios West End Cares